# Avoar
Espetáculo teatral do dramaturgo Vladimir Capella. Estreou em 4 de maio de 1985 ., na Sala Paulo Emílio do Centro Cultural São Paulo 
O texto tem músicas recolhidas e adaptadas por Vladimir Capella.
O elenco original trazia os atores Nelson Baskerville, Ana Maria de Souza, Eber Mingardi, Cibele Troyano, Gê Petean, Ana Surani, Jorge Julião (substituído por Amaury Perassi), Cristina Bosco (substituída por Valênia Santos). 
O espetáculo foi encenado posteriormente no Teatro Eugênio Kusnet, no Teatro Arthur Azevedo, na Sala Paschoal Carlos Magno do Teatro Sérgio Cardoso, no Teatro do Bixiga, no Teatro Paulo Eiró e no Teatro João Caetano.
O texto do espetáculo foi lançado em livro em 2011 pela Editora Letras e Letras, e em 2015 pela Editora do SESI-SP, juntamente com o texto do espetáculo Panos e Lendas, do mesmo autor. 
"Avoar foi o jeito urbano que encontrei de
trazer de volta as velhas noites de lua, as
cadeiras nas calçadas e a rua onde a gente
brincava ao som de cantigas de roda. Um
jeito de recuperá-las, coligá-las e documentá-las.
E será, espero, um modo de cantá-las e
espalhá-las por todas as cidades, até descobrir
onde a lua se esconde. E fazê-la voltar:
se não por cima dos prédios, pra dentro deles.
Mantê-la presente: nos olhos, entre as pessoas,
no coração" (Vladimir Capella)

## Prêmios[4]
Prêmio Mambembe - melhor autor e melhor música
Associação dos Produtores de Espetáculos Teatrais do Estado de São Paulo (Apetesp) - melhor espetáculo, melhor autor, melhor diretor, melhor música, melhor atriz (Ana Maria de Souza), melhor produção e melhor produtora executiva (Valnice Vieira)
APCA - melhor trilha sonora
Prêmio Governador do Estado - melhor música
Prêmio Inacen - Um dos 5 melhores espetáculos do ano